# Eurybatos (Sohn des Euphemos)
Eurybatos (altgriechisch Εὐρύβατος Eurýbatos) ist eine Gestalt der griechischen Mythologie.
Laut einer vom griechischen Mythographen Antoninus Liberalis überlieferten Verwandlungssage war Eurybatos der Sohn des Euphemos und Nachkomme des Flussgottes Axios. Eines Tages begegnete er Alkyoneus, der dem Ungeheuer Sybaris geopfert werden sollte, damit dessen Verheerungen der Umgebung von Delphi aufhörten. Eurybatos war ein junger, unerschrockener Mann und empfand Mitleid mit dem zur Opferung ausersehenen schönen Knaben, so dass er sich an dessen Stelle zur im Berg Kirphis gelegenen Höhle des Untiers führen ließ, das er besiegen konnte und einen Felsen herabstürzte.